# Мане (Бельгия)
Мане́ (фр. Manhay, валлон. Manhé) — коммуна в Валлонии, расположенная в провинции Люксембург, округ Марш-ан-Фамен. Принадлежит Французскому языковому сообществу Бельгии. На площади 119,81 км² проживают 3195 человек (плотность населения — 27 чел./км²), из которых 50,52 % — мужчины и 49,48 % — женщины. Средний годовой доход на душу населения в 2003 году составлял 10 723 евро.
Почтовый код: 6960. Телефонный код: 086.